# Elizabetha macrostachya
Elizabetha macrostachya är en ärtväxtart som beskrevs av George Bentham. Elizabetha macrostachya ingår i släktet Elizabetha och familjen ärtväxter. Inga underarter finns listade i Catalogue of Life.